# Phlogophora magma
Phlogophora magma är en fjärilsart som beskrevs av Holloway 1976. Phlogophora magma ingår i släktet Phlogophora och familjen nattflyn. Inga underarter finns listade i Catalogue of Life.